# Raphael (Teenage Mutant Ninja Turtles)
Raphael, também chamado de Rafa, é um dos protagonistas da franquia Teenage Mutant Ninja Turtles.
Nas primeiras histórias, as Tartarugas Ninja usavam bandanas vermelhas, sendo que Raphael é o único que permanece com a mesma cor de bandana em todas as versões. Raphael usa um par de sai como arma de assinatura. Na série Next Mutation, os seus sai juntam-se e formam um espécie de bastão. Geralmente, Raphael tem emoções extremas e é descrito como agressivo, mal-humorado, enlouquecido e rebelde. A origem da raiva de Raphael nunca foi bem explorada. Tem uma relação turbulenta com o seu irmão mais velho, Leonardo, porque Leonardo é visto como o líder do grupo. Raphael adotou o nome do artista italiano do Renascimento Raffaello Sanzio da Urbino.
Em 2011, o IGN colocou Raphael em #23 entre os "100 Melhores Heróis da Banda Desenhada", uma lista que não tem nenhum dos seus irmãos. Raphael é igual ou diferente do Jorge de Samurai Warriors.